# Ludopédagogie
Pour un article plus général, voir Apprentissage par le jeu.

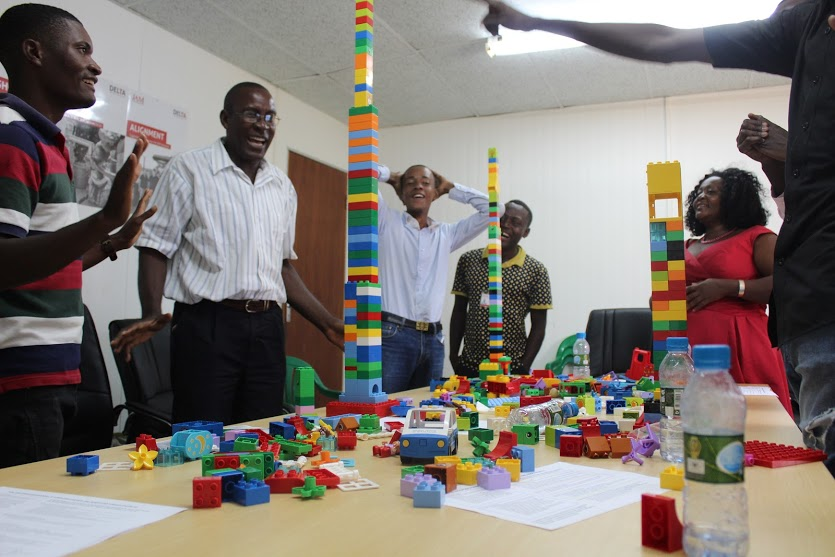
Atelier ludique en Angola.

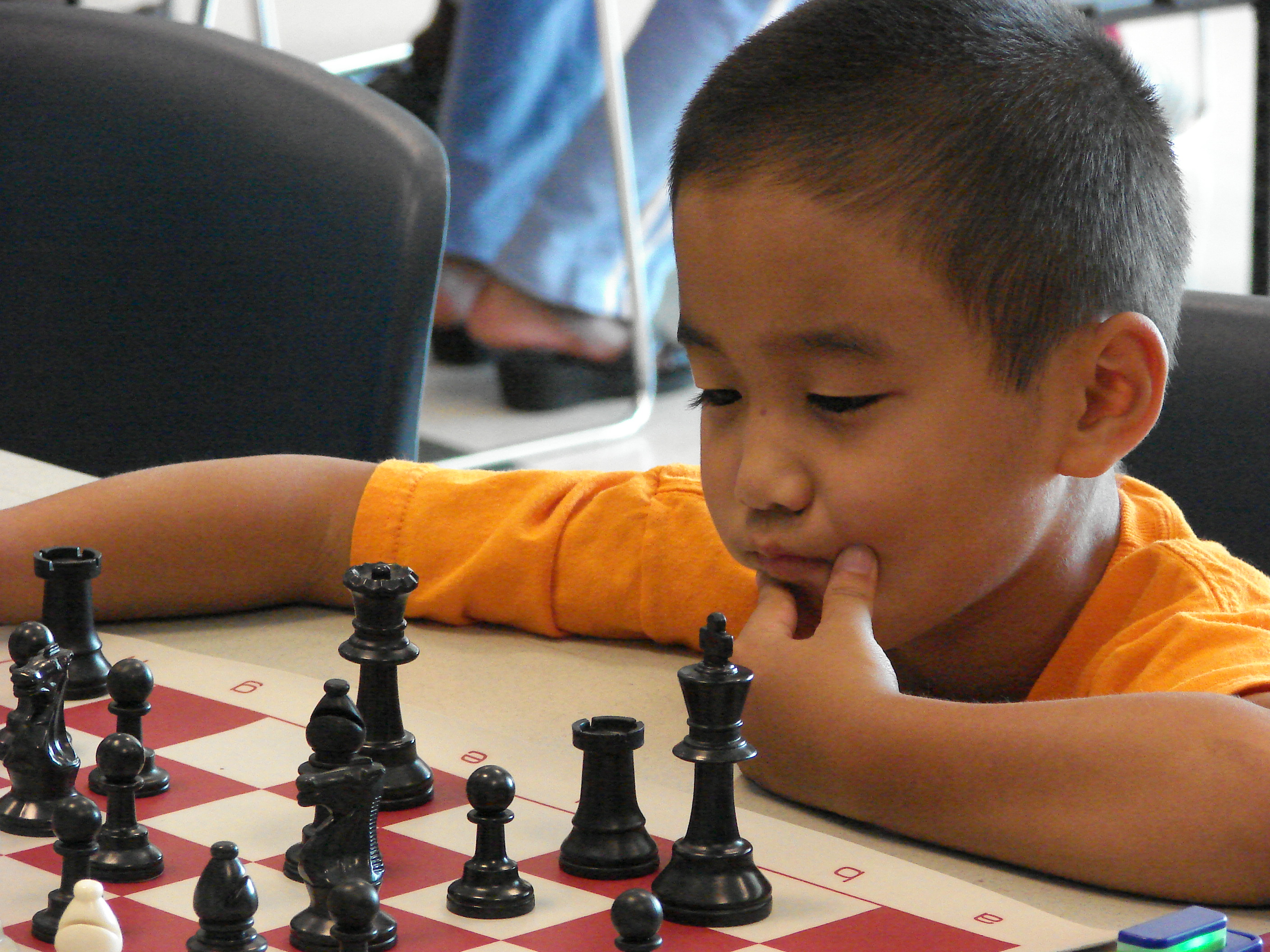
Jeune joueur d'échecs.

La ludopédagogie, éducation par le jeu, aussi appelé ludo-éducation ou amusement éducatif, est la fusion du divertissement et de l'éducation. C'est une forme de divertissement conçue pour éduquer tout en amusant. L'éducation par le jeu cherche typiquement à instruire ou socialiser son audience en enveloppant les leçons dans quelque forme familière de divertissement : programmes de télévision, jeux vidéo, films, musique, sites web, programmes multimédia, etc. 
Le plus souvent, l'éducation par le jeu cherche soit à tutorer dans un sujet spécifique ou plus, soit à changer le comportement en engendrant des attitudes socioculturelles spécifiques. Il est aussi utilisé pour comporter les élèves dans certaines écoles britanniques. Une éducation par le jeu réussie est discernable grâce au fait que l’apprentissage devient amusant et que les professeurs ou orateurs éduquent une audience de manière autant engageante qu'amusante. C'est une discipline employée depuis longtemps dans les écoles maternelles, centres aérés et de vacances consistant à faire apprendre par le jeu. Son adjectif est ludo-éducatif ou encore "ludactique".
C'est également une méthode utilisée dans la formation professionnelle consistant à sortir les participants de leur contexte de travail pour leur faire prendre conscience par le jeu de telle ou telle notion (importance de la communication dans une équipe, importance de l’écoute dans un acte de vente, fonctionnement du leadership, etc.). 
Des groupes variés aux États-Unis et au Royaume-Uni ont utilisé l'éducation par le jeu pour parler de problèmes sociaux ou de santé tels que la toxicomanie, la vaccination, les grossesses adolescentes, le SIDA et le cancer.

## Éducation par le jeu à l'école

### Le jeu au sein de l'enseignement

#### Définition du jeu
Roger Caillois, Nicole De Grandmond et Gilles Brougère sont tous d’accord pour dire que le jeu doit être :
- Libre : il ne peut pas être forcé, le joueur doit jouer par sa propre volonté.
- Fictif : en jouant, le joueur est projeté dans un monde fictif. Gilles Brougère appelle ce fait « le second degré » étant donné que le joueur s’y implique avec le même degré de sérieux que dans la vie réelle.
- Réglé : le jeu a des règles que chaque joueur doit accepter. Nicole de Grandmont est la seule opposante de cette notion. Selon elle, le jeu doit être une activité spontanée, donc sans règles préétablies.
- Incertain : le déroulement ainsi que la fin du jeu ne sont jamais deux fois les mêmes (étant dépendant de la fantaisie de chacun).

Roger Caillois rajoute la notion d’improductivité, c’est-à-dire qu'il ne doit produire ni richesse ni bien.
Gilles Brougère rajoute la notion de frivolité, le jeu doit être séparé par la réalité, ainsi il n’a aucune conséquence, aucun effet sur celle-ci.

#### Forces et limites

##### Forces
1. Parfois la matière est davantage compréhensible via l'utilisation du jeu que par l'intermédiaire de l’enseignant.
2. Le jeu permet aux élèves moins forts et plus fragiles (qui ont du mal à saisir certaines notions en apprenant par la pédagogie conventionnelle) d’atteindre certains objectifs.
3. Les jeux peuvent aider dans des matières comme les langues, l'histoire et l'éducation physique.
4. Les gains liés aux jeux sont persistants (acquis définitifs).
5. L'efficacité en groupe avec d'autres méthodes d'instruction.

##### Limites
1. Pour favoriser l’apprentissage à travers la pédagogie du jeu, deux axes solides sont indispensables : le premier exige la vocation du pédagogue à sa philosophie ainsi que la compréhension impeccable des enjeux, et le second demande à laisser l’apprenant dans l’inconscience de l’objectif visé.
2. Pas de résultats en maths et en sciences.
3. Le jeu n'est qu'appât (motivation).
4. L'efficacité dépend du contexte d'utilisation (déroulement du jeu, contexte social...).
5. L'utilisation des jeux vidéo demande aux professeurs d'être formés (échafauder la performance)
6. Engager les élèves dans la réflexion et établir des liens entre le gameplay et matériels pédagogiques.

#### Éducation sur le terrain

##### Entretien avec les enseignants
Après un entretien avec les enseignants, plusieurs idées ressortent :
- Ils créent des jeux mathématiques afin de dédramatiser la matière. Ces nouveaux jeux sont basés sur des jeux existants et aident les enfants en difficulté.
- En jouant, l’élève ne se rend pas toujours compte qu’il travaille. Par conséquent, il stimule le plaisir et la motivation d’apprendre.
- Le jeu favorise le climat de classe parce qu’il change le caractère des enfants (ils apprennent à perdre).
- Un bon jeu est celui qui permet l’autocorrection.

##### Entretien avec les élèves
Les élèves perçoivent le jeu autrement que les enseignants :
- En échangeant des jeux avec des professeurs, les élèves ont l’impression de mieux les connaitre. Il devient donc une base de communication.
- Le jeu éducatif et le jeu pédagogique sont un écrasement du ludique, car les enfants n’ont plus l’impression de jouer. Néanmoins, l'aspect positif du jeu est le changement du dispositif.
- Le jeu peut être un écrasement pour le pédagogique. Le jeu devient ennuyeux, par conséquent les élèves perdent en attention et en concentration.

#### Jeu éducatif, ludique ou pédagogique
Nicole de Grandmont a établi une typologie  en 3 axes des jeux en distinguant le jeu ludique, le jeu éducatif et le jeu pédagogique :
- L’essentiel du jeu ludique est le plaisir. Il n’impose aucune règle et il est nécessaire pour chacun parce qu’il favorise le développement intellectuel, affectif et psychomoteur.
- L’idée principale du jeu éducatif est qu’il va vers la structure et qu’il est axé sur l’apprentissage. Par conséquent la notion de plaisir diminue. De plus, il permet l’évaluation des acquis et favorise l’apprentissage d’ordre intellectuel, affectif et psychomoteur.
- Le plaisir d’accomplir une tâche est au centre du jeu pédagogique. Il fait appel aux apprentissages déjà acquis ou aux apprentissages précis. Il permet de renforcer et vérifier les compétences du joueur. Il fait appel à l’intellectuel, l’affectif et au psychomoteur.

#### Apports positifs du jeu
Le jeu est une activité volontaire, intrinsèquement motivante qui implique un certain engagement actif et parfois même physique de la part des joueurs. Il lui permet de libérer son esprit et d’améliorer sa capacité d’imagination ainsi que de vivre des expériences.
Certains chercheurs comme Johan Huizinga (1958) pensent que le jeu est une activité peu sérieuse qui existe en dehors de la réalité. Mais d’autres, comme Philip Meggs (1992), pensent que certains jeux permettent de développer des compétences dans les domaines de la lecture, du comptage…

### Éducation par le jeu vidéo

#### Jeux et littératie: littératie du gaming
La littératie du gaming reprend les champs de la littératie traditionnelle et l’étend à la culture des jeux vidéo. À travers le jeu vidéo, les élèves accomplissent des tâches complexes et développent un nouveau savoir en naviguant dans un environnement virtuel. Cependant, ils doivent posséder au préalable des connaissances concernant les systèmes de l’ordinateur, d’Internet et de l’interface humain-machine.
La littératie du gaming est complémentaire à la littératie scolaire mais elle est également différente et plus complexe. La littératie des jeux vidéo n’implique pas seulement la pratique du jeu, les élèves doivent aussi comprendre la navigation (en) intertextuelle, la comparaison et la lecture des paratextes officiels et non officiels et la contextualisation (en) de l’information.

### Le jeu vidéo comme objet éducatif dans l'enseignement

#### Composantes du jeu vidéo comme objet éducatif
Apperley et Walsh proposent une heuristique spécifique pour aider les professeurs à acquérir des connaissances et des savoirs métalangagiers des jeux vidéo, mais également pour intégrer la culture des jeux vidéo dans les classes scolaires. Cette méthode permet de connecter les activités extrascolaires aux pratiques scolaires. Pour intégrer les jeux vidéo comme objet éducatif dans l’enseignement, les deux auteurs proposent quatre éléments des jeux vidéo à étudier en classe : action, design, situation et système.

##### Action
L'action englobe autant les personnages que le monde virtuel des jeux vidéo. Ensuite, elle définit la manière dont les composantes du jeu seront utilisées par les joueurs. La question du choix est donc primordiale. Cette heuristique aide les joueurs à comprendre comment, à travers le jeu, les actions impliquent des choix tels que des préférences virtuelles ou narratives. 
Galloway distingue les actions faites par le joueur de celles faites par le hardware et le software. Cette distinction montre que le joueur et le jeu peuvent être des adversaires ou des coopérateurs. Cette « relation » ambiguë peut d’ailleurs être traitée durant le cours. Les professeurs pourraient encourager les élèves à développer une approche critique sur leur positionnement face au jeu. Ensuite, la deuxième distinction concerne les actions qui prennent place à l’extérieur du monde virtuel (par exemple, le fait d’appuyer sur une touche de la manette).

##### Design
Le design englobe l’interaction continue entre le joueur de jeu vidéo et le matériel informatique. Durant le jeu, les participants apportent un design qui correspond à leurs préférences. Il vise principalement les avatars et le monde virtuel. Ils influencent les actions possibles dans le monde virtuel et en conséquence, la manière dont le jeu est joué.
Les designs aident les élèves à comprendre la pratique transformée, c’est-à-dire comment le jeu est en perpétuel dynamisme. Ensuite, les professeurs peuvent aborder comment les systèmes de règles, les comportements et les relations joueurs-jeu guident le jeu interactif et le design.

##### Situation
La situation englobe le contexte du jeu. Les actions du jeu vidéo ne peuvent être complètement comprises si le contexte ou la situation ont été ignorés. Le jeu n’est pas seulement un événement sur écran, il prend place dans un lieu spécifique par une personne qui utilise des technologies numériques spécifiques. Le concept de situation est intéressant car il montre le lien étroit entre le monde virtuel et les activités hors-ligne.
Il est nécessaire de comprendre comment des situations déterminent des compétences dans les littératies des élèves. Les joueurs apprennent grâce à d’autres joueurs. Ils accumulent un capital. En discutant avec d’autres joueurs, il y a un enrichissement des capitaux préexistants (par exemple social, culturel) mais également la création possible d’un autre capital, celui du jeu vidéo. Les professeurs doivent se rendre compte que les élèves ont de grandes connaissances et compétences dans la technologie. Les élèves peuvent les montrer et valoriser leur capital. Il faut qu’ils puissent articuler leurs connaissances à des pratiques scolaires.

##### Système
Les jeux vidéo représentent des systèmes qui font participer des joueurs grâce à des règles, mais ces dernières délimitent diverses actions, designs et situations. Ces systèmes sont dynamiques : ils reconnaissent les actions des joueurs et réagissent pour satisfaire ces actions (principe d’interaction). Les joueurs apprennent les règles du système de jeu et doivent les accepter.
Durant la classe, les professeurs peuvent discuter avec les élèves de ces règles. Ils signalent que si les élèves modifient ne serait-ce que l’apparence, tout le système est modifié. Les élèves peuvent discuter des règles du jeu, de l’importance de ces règles et s’ils souhaitent répondre ou non à ces demandes (discussion critique). Les professeurs peuvent donc créer un débat lors des cours.
Le terme paratexte, utilisé fréquemment dans la théorie littéraire, représente dans la culture des jeux vidéo autant les textes imprimés que les textes multimodaux (par exemple les vidéos tutorielles, les fanfictions, les guides des jeux vidéo). Les paratextes sont plus accessibles que les jeux vidéo. Néanmoins, ils restent complexes : ils peuvent être difficiles à décoder et à comprendre. Les paratextes ne sont pas seulement applicables aux élèves dans un cadre extrascolaire puisqu’ils nécessitent un engagement de décodage dans le cadre de l’école.
Les paratextes des jeux vidéo démontrent comment la culture des jeux vidéo et la littératie scolaire sont liées. Si l’écriture, la lecture et le design des paratextes peuvent être vus comme des médiums  légitimes, alors les jeux vidéo peuvent être utilisés, acceptés et étudiés dans les classes scolaires. Néanmoins, pour justifier la place de la culture des jeux vidéo dans les écoles, les professeurs doivent établir des liens solides entre ces paratextes et les littératies scolaires.

#### Les différentes catégories de jeux vidéo
1. Les jeux d'adresse et les jeux d'action : le joueur incarne un personnage et se bat avec différentes armes contre un grand nombre d'adversaires.
2. Les jeux de stratégie et les jeux de rôles : ils exigent de la part du joueur des actions ingénieuses pour atteindre un but prédéfini.
3. Les jeux hybrides entre action et stratégie : ce sont des jeux qui mobilisent les réflexes et les capacités de réflexion stratégique du joueur.

#### Les caractéristiques des jeux vidéo selon Chris Crawford
Selon Chris Crawford (1984), il existe quatre caractéristiques communes des jeux vidéo :
1. La représentation : le jeu est un système formel fermé qui représente subjectivement un sous-ensemble de la réalité.
2. L’interaction : le jeu implique une interaction active de la part du joueur. Il n’y a pas d’interaction sans réponse active de la part du joueur et du programme.
3. Le conflit : le fait de rendre actif le joueur en plaçant des obstacles sur son chemin pour lui compliquer la tâche afin que celui-ci puisse chercher à atteindre son but.
4. La sécurité : les jeux permettent de se mettre en danger et de prendre des risques (faire des expériences) en toute sécurité[19].

#### Liens entre jeux vidéo et motivation
La motivation est essentielle, sans elle aucun apprentissage ne pourrait véritablement avoir lieu. Thomas Malone et Mark Lepper (1987) affirment que la motivation dans un contexte d’apprentissage est intrinsèque. Ils citent un certain nombre de caractéristiques que l’on retrouve dans les environnements intrinsèquement motivants comme :
- L’imagination / imaginaire : les jeux vidéo permettent la projection dans l’imaginaire car ils ne sont pas restreints par des limitations d’espace, de temps ou de gravité.
- Le défi et la curiosité : confronté à un problème, l’apprenant va chercher une solution et cela éveillera sa curiosité. Le défi permet de maintenir l’engagement.
- Le contrôle : donner à l’apprenant le sentiment de « diriger » sa progression dans un but d’apprentissage[20].

Le jeu permet donc de créer des contextes dans lesquels il est possible pour l’apprenant de s’immerger avec plaisir et donc d’apprendre presque sans s’en apercevoir. D’après Lloyd P. Rieber (1998), c’est en rendant le processus d’apprentissage intéressant en lui-même que l’on peut obtenir le plus de motivation chez l’apprenant.

## Autres médias d'éducation par le jeu
Une des tendances actuelles en éducation par le jeu est son inclusion dans d’autres formes de médias, dont la radio, la presse, et internet (par exemple, le média Explore Media,).
Le soap opera de la radio britannique "The Archers" a durant des décennies éduqué systématiquement son audience sur les problèmes de l’agriculture ; de même, le soap opera de la radio Tanzanienne "Twende na Wakati" ("Allons Avec les Moments") fut écrit d’abord pour promouvoir le planning familial.

## Formation professionnelle
Parce que le contexte est changé et que le participant n’est pas mis en situation dans le cadre de son métier, il accepte plus facilement de commettre des erreurs et d’en tirer les leçons. L’aspect ludique de l’enseignement facilite d’ailleurs l’adhésion et l’implication des participants. Cette méthode, aujourd’hui très présente dans les pays anglo-saxons, a été mise au point par des chercheurs canadiens dans la lignée des travaux du psychiatre et psychologue Erik Erikson.

## Éducation par le jeu dans les musées
L'éducation par le jeu est aussi un paradigme croissant dans la communauté des musées scientifiques.
Les premiers exemples français sont le Palais de la découverte et la Cité des sciences et de l'industrie à Paris. Au fil des années sont apparus d'autres musées d'éducation par le jeu tels que la Cité de l'espace à Toulouse, le centre national de la mer Nausicaá à Boulogne-sur-Mer, Vulcania près de Clermont-Ferrand ou encore le Bioscope à Ungersheim en Alsace.

## Éducation par le jeu dans les parcs d'attractions
Sa matérialisation en parcs d'attractions puise son inspiration dans les jeux de mémoires et de stratégie et dans la Cité des Sciences à Paris.
Elle connaît actuellement un essor et une matérialisation importante avec l'ouverture des centres de loisirs "Kidzania" (Mexico, Tokyo), de l'exposition scientifique "Cradologie", du centre de loisirs "Earth Explorer" (Ostende, Belgique) et du projet virtuel de parc "Spyland" (Valence en France, Dubaï).

## Éducation par le jeu dans les programmes de télévision
Ici, éducation par le jeu définit des séries télés, comme 1, rue Sésame, Tibère, Dora l'exploratrice, et Les Télétubbies.
Pour les plus grands, des épisodes de sitcom servent aussi occasionnellement de média d'éducation par le jeu, quelquefois décrits dans la langue commerciale télé des États-Unis comme « épisodes très spéciaux ». On a raconté qu'un épisode de la sitcom américaine Happy Days avait provoqué une augmentation de 600% des demandes de cartes de bibliothèques aux U.S[réf. nécessaire].